# Moneta
Moneta (лат.) — род пауков из семейства Пауки-тенётники (Theridiidae). Известно более 20 видов. Восточная и Юго-Восточная Азия, Австралия и Океания.

## Описание
Глазная область почти прямая с боков, два ряда глаз параллельны; отметины глаз нечеткие, очень маленькие или бледные. Хелицеры маленькие, с двумя зубцами на переднем крае, с зубцом на заднем крае. Пальпы самцов чрезвычайно сложные; обычно с боковым выступом (парацимбиальный крючок) по краю цимбия. Формула ног 1.4.2.3; все ноги обычно без шипов или щетинок, за исключением зазубренных щетинок на четвёртой паре ног; обычно от бледно-желтого до коричневого, с короткими, слабыми и редкими волосками; тарзус очень короткий.

## Классификация
Известно более 20 видов. Род был впервые описан в 1871 году английским зоологом Октавиусом Пикард-Кембриджом (1828—1917). В 1962 году Moneta был сведён в синонимы к роду Episinus. Поэтому часть видов были первоначально описаны в составе рода Episinus, из синонимии с которым род Moneta был восстановлен в 1994 году.
- Moneta australis (Keyserling, 1890) — Австралия (Квинсленд)
- Moneta baoae Yin, 2012 — Китай[5]
- Moneta caudifera (Dönitz & Strand, 1906) — Россия (Дальний Восток)[6], Китай, Корея, Япония
  - =Moneta paiki (Seo, 1985)
- Moneta coercervea (Roberts, 1978) — Сейшеллы[7]
  - =Episinus coercerveus Roberts, 1978
- Moneta conifera (Urquhart, 1887) — Новая Зеландия
  - =Ariamnes conifera
- Moneta furva Yin, 2012 — Китай
- Moneta grandis Simon, 1905 — Индия
- Moneta hunanica Zhu, 1998 — Китай[8]
- Moneta longicauda Simon, 1908 — Австралия (Западная Австралия)
- Moneta mirabilis (Bösenberg & Strand, 1906) — Китай, Корея, Лаос, Малайзия, Тайвань, Япония
  - =Hyptimorpha mirabilis Bösenberg & Strand, 1906
- Moneta orientalis Simon, 1909 — Вьетнам
- Moneta spinigera O. Pickard-Cambridge, 1871 typus — Африка, Азия
- Moneta spinigeroides (Zhu & Song, 1992) — Китай[9]
  - =Episinus spinigeroides[10]
- Moneta subspinigera Zhu, 1998 — Китай[8]
- Moneta tanikawai (Yoshida, 1991) — Япония
  - =Episinus tanikawai Yoshida, 1991[11]
- Moneta triquetra Simon, 1889 — Новая Каледония
- Moneta tumida Zhu, 1998 — Китай[8]
- Moneta tumulicola Zhu, 1998 — Китай[8]
- Moneta uncinata Zhu, 1998 — Китай[8]
- Moneta variabilis Rainbow, 1920 — Австралия (остров Лорд-Хау)
- Moneta yoshimurai (Yoshida, 1983) — Тайвань[12]
  - =Episinus yoshimurai Yoshida, 1983